# گوتاژوو
گوتاژوو (به لاتین: Gutarzewo) یک روستا در لهستان است که در گمینا سوخوچین واقع شده‌است.
 گوتاژوو  ۱۶۳ نفر جمعیت دارد.